# 694 Ekard
A 694 Ekard (ideiglenes jelöléssel 1909 JA) a Naprendszer kisbolygóövében található aszteroida. Joel Hastings Metcalf fedezte fel 1909. november 7-én.